# Полтево (Московская область)
По́лтево — деревня в городском округе Балашиха Московской области. Население — 264 чел. (2010).

## География
Деревня Полтево расположена в восточной части городского округа Балашиха. Высота над уровнем моря 128 м. Рядом с деревней протекает река Малиновка. В деревне 6 улиц — Голубиная, Ильинская, Ласточкина, Никольская, Пехорская, Фермерская; приписано 2 СНТ. Ближайший населённый пункт — село Новый Милет.

## Название
В писцовой книге XVII века упоминается как деревня Сущево, Агафоново тож, со второй половины XVII века — село Никольское, Полтево тож, во второй половине XIX века — Полтево (Никольское), с начала XX века закрепилось название Полтево. Первоначальные названия связаны с именами владельцев деревни, название Полтево по фамилии владельца деревни Ф. А. Полтева. Наименование Никольское появилось после строительства в деревни церкви Николая Чудотворца.

## История
С 1659 года деревней владел думный дворянин Ф. А. Полтев, при нём в 1677 году была построена церковь Николая Чудотворца.
В 1926 году село являлось центром Полтевского сельсовета Васильевской волости Богородского уезда Московской губернии.
С 1929 года — населённый пункт в составе Реутовского района Московского округа Московской области. 19 мая 1941 года районный центр был перенесён в Балашиху, а район переименован в Балашихинский. До муниципальной реформы 2006 года деревня входила в состав Черновского сельского округа Балашихинского района. После образования городского округа Балашиха, деревня вошла в его состав.

## Население
| 1926 | 2002 | 2006 | 2010 |
| ---- | ---- | ---- | ---- |
| 485  | ↘136 | ↗165 | ↗264 |

В 1926 году в деревне проживало 485 человек (231 мужчина, 252 женщины), насчитывалось 104 хозяйства, из которых 99 было крестьянских. По переписи 2002 года — 136 человек (67 мужчин, 69 женщин).